# Brigade Navarro
Pour les articles homonymes, voir Navarro (homonymie).
Navarro
Brigade Navarro est une série télévisée française en huit épisodes de 52 minutes créée par Philippe Davin et diffusée du 28 juin 2007 au 26 février 2009 sur TF1.
C'est une série dérivée de Navarro. Les épisodes passent de 90 à 52 minutes et Antoine Navarro monte en grade.

## Synopsis
Le commissaire principal Navarro est devenu commissaire divisionnaire. Il dirige une DPJ de Paris, qui comprend plusieurs équipes, dont celle qu’il a créée : la Brigade Navarro. Elle est composée de 3 de ses anciens mulets : le capitaine Hélène Roussel, devenue commandant, qui dirige l’équipe, les lieutenants Lucas Paoli et Yann Boldec, ainsi que du lieutenant Sophie Vermeer, nouvelle dans l’équipe.

## Distribution
- Roger Hanin : Commissaire Divisionnaire Antoine Navarro
- Renaud Marx : Commissaire Divisionnaire Zimmerman (saison 2)
- Viktor Lazlo : Commandant Hélène Roussel
- Nathalie Vincent : Lieutenant Sophie Vermeer
- Filip Nikolic : Lieutenant Yann Boldec
- Anthony Dupray : Lieutenant Lucas Paoli
- Emmanuelle Boidron : Yolande, fille de Navarro

## Fiche technique
- Scénario, adaptation et dialogues : Philippe Davin d'après les personnages créés par Tito Topin et Philippe Davin
- Réalisation :  Philippe Davin
- Montage : Dan Facundo, Frédéric Béraud-Dufour
- Directeur de Production : Stephane Bourgine
- Musique : Jannick Top, Serge Perathoner
- Costumes : Lynda Guegan et Virginia Vogwill
- Décors : Dominique Douret
- Directeur de la photographie : Marc Tevanian

## Épisodes

### Première saison (2007)
1. Carambolage[1]
2. Trafics d'influences

### Deuxième saison (2009)
1. En rafale
2. Coups de feu
3. Fantôme
4. Mascarade
5. Idylle funèbre
6. Fuite en avant